# Natasha Eady
Natasha Eady (* 20. Mai 1998) ist eine neuseeländische Sprinterin.

## Karriere
Erste internationale Erfahrungen sammelte Natasha Eady 2019 bei den Ozeanienmeisterschaften in Townsville, bei denen sie mit der neuseeländischen 4-mal-100-Meter-Staffel in 45,19 s die Silbermedaille hinter Australien gewann. Anschließend gewann sie bei der Sommer-Universiade in Neapel mit neuem Landesrekord von 44,24 s die Bronzemedaille mit der Staffel hinter der Schweiz und Australien.
2019 wurde Eady neuseeländische Meisterin in der 4-mal-100-Meter-Staffel.

## Persönliche Bestzeiten
- 100 Meter: 11,80 s (+1,6 m/s), 21. März 2019 in Auckland
- 200 Meter: 24,00 s (+1,8 m/s), 10. März 2019 in Christchurch